# See That My Grave Is Kept Clean
See That My Grave Is Kept Clean (inne tytuły: „One Kind Favor”, „See That My Grave Is Kept Green”, „Six White Horses”, „Two White Horses in a Line”) – utwór skomponowany przez Blind Lemona Jeffersona i nagrany przez Boba Dylana na pierwszym albumie Bob Dylan w listopadzie 1961.

## Historia utworu
Chociaż Blind Lemon Jefferson jest uważany przede wszystkim za bluesmana, i to jednego z najważniejszych, to w czasie swojej krótkotrwałej kariery dokonał także nagrań pieśni religijnych. Nadawał im jednak mocny bluesowy charakter, więc można je zaliczyć do blues spiritual.
Jefferson nagrał ten utwór ok. października 1927 w Chicago i wkrótce stał on się jednym z jego najbardziej znanych bluesów.
Chociaż jest to jego kompozycja, można ją wywieść z brytyjskiego folku, zwłaszcza z utworu „Two White Horses in a Line”, który został zaadaptowany do bluesa w XIX w. przez Afroamerykanów. Inne elementy utworu mają z kolei związek z XIX-wieczną piosenką brytyjską „Who Killed Cock Robin”. Trzecim źródłem jest oczywiście Biblia.
Jest także pewne, iż motywem powstania utworu była trauma po wojnie secesyjnej i widok tysięcy nowych grobów, indywidualnych i masowych, często nieoznaczonych. „See That My Grave Is Kept Clean” stał się samotnym protestem przeciwko śmierci, co całkowicie zanegowało źródła tego bluesa – zwykłe sentymentalne piosenki.

## Wersje Dylana
W początkowym okresie kariery (1961, 1962) Dylan dokonał kilkakrotnych nagrań tego utworu.
Pod koniec września 1961 został nagrany jego występ w „Gerde’s Folk City”; wśród wykonywanych piosenek była także „See That My Grave Is Kept Clean'”.
22 listopada nagrał swoją wersję na pierwszym albumie; John Hammond wybrał trzecie nagranie, z co najmniej czterech alternatywnych nagrań.
22 grudnia 1961 podczas podróży do domu w Hibbing Dylan zatrzymał się w Minneapolis u Bonnie Beecher i tam Tony Glover nagrał jego występ. Taśma ta uchodzi za najlepsze nagranie Dylana z tego okresu i przewyższa artystycznie pierwszy album Dylana. Nagrania te stały się głównym źródłem pierwszego w historii bootlegu Great White Wonder.
Tego samego dnia Dylan został także nagrany przez Dave’a Whittakera. Jest to tak zwana Minnesota Hotel Tape.
We wrześniu 1962 Eva i Mac McKenzie po raz kolejny dokonali nagrań Dylana.
Prawdopodobnie jedno z ostatnich nagrań „See That My Grave Is Kept Clean” zostało zrobione podczas występu w „Gaslight Cafe”. Jest to tzw. The Second Gaslight Tape.
Podczas odosobnienia w Woodstock Dylan nagrał ten utwór razem grupą The Band w czasie październikowo-listopadowych sesji w 1967 r.

## Inne wersje
- Lightnin’ Hopkins na albumie Lightnin’ Hopkins (1959)
- Bill Monroe na Father of Bluegrass Music (1962)
- Mississippi Fred McDowell na My Home Is in the Delta (1964)
- Merl Saunders, Jerry Garcia, Greg Kahn, Bill Vitt na Keystone Encores '73 (1989)
- B.B. King na One Kind Favor (2008)